# Kemal Kılıçdaroğlu
Kemal Kılıçdaroğlu (n. 17 decembrie 1948, Nazımiye⁠(d), Provincia Tunceli, Turcia) este un om politic turc de stânga, de profesie economist, membru al Marii Adunări Naționale a Turciei, care din 22 mai 2010 este liderul Partidului Republican al Poporului din Turcia, precum și principalul lider al opoziției turce. Anterior a fost membru al Partidului Stângii Democrate, condus de fostul prim-ministru Bülent Ecevit, precum și vicepreședinte al Internaționalei Socialiste în perioada 2012-2014.
El a fost desemnat candidatul Partidului Republican al Poporului pentru alegerile prezidențiale din 2023, fiind susținut de alte 5 partide de opoziție.